# 1908 w nauce

## Urodzili się
- 22 stycznia – Lew Landau, fizyk rosyjski, laureat Nagrody Nobla (zm. 1968)
- 19 lutego – Jan Oderfeld, polski profesor, matematyk, inżynier, konstruktor silników lotniczych (zm. 2010)
- 30 maja – Hannes Alfvén, szwedzki fizyk i astrofizyk (zm. 1995)
- 18 września – Wiktor Ambarcumian, ormiański astronom (zm. 1996)
- 30 października – Zygmunt Albert, profesor nauk medycznych, pierwszy rektor Akademii Medycznej we Wrocławiu (zm. 2001)
- 21 listopada – Józef Szaflarski, polski geograf, profesor (zm. 1989)
- 28 listopada – Claude Lévi-Strauss, francuski antropolog (zm. 2009)

## Zmarli
- 3 stycznia – Charles Augustus Young, amerykański astrofizyk (ur. 1834)
- 21 marca – Wołodymyr Antonowycz, ukraiński historyk, archeolog, etnograf (ur. 1834)
- 25 sierpnia – Henri Becquerel, francuski fizyk i chemik, w 1903 otrzymał Nagrodę Nobla (ur. 1852)

## Nauki przyrodnicze i ścisłe

### Astronomia
- odkrycie Pazyfae, księżyca Jowisza

### Chemia
- sformułowanie równania Hendersona-Hasselbalcha

## Nagrody Nobla
- Fizyka – Gabriel Lippmann
- Chemia – Ernest Rutherford
- Medycyna – Ilja Miecznikow i Paul Ehrlich